# Saisa
Saisa je říčka na západě Litvy v okrese Plungė (Telšiaiský kraj), v Žemaitsku na Žemaitijské vysočině. Vlévá se do Sausdrava 19,6 km od jeho ústí za vsí Sausdravėnai. Je to jeho levý přítok. Pramení 2,5 km na východ od městysu Kantaučiai. Saisa teče na západ, míjí zleva ves Kantaučiai, protéká vsí Sausdravėnai, Žlibinai, zleva ves Purvaičiai. Řeku křižují cesty Kantaučiai - Zalepūgai, Kantaučiai - Smilgiai a Kantaučiai - Žlibinai.

## Přítoky
- Levý: S - 1 (délka 3,7 km, vlévá se 3,9 km od jejího ústí, hydrologické pořadí: 17010154)[3]. Říčka nemá další významnější přítoky.

## Rezervace
Od přítoku řeky Saisy je Sausdravas až do soutoku s řekou Minija a dále řeka Minija až do svého ústí jsou ichthyologickou rezervací (je zde zakázáno rybaření, nebo jinak překážet nerušenému tření).